# Benjamin Bronisch
Benjamin Christopher Bronisch (* 5. Oktober 1993 in Berlin) ist ein deutscher Schauspieler.

## Leben
Benjamin Bronisch war im Jugendbereich beim Deutschen Bogensport-Verband (DBSV) aktiv und wurde 2006 Deutscher Meister im Blankbogenschießen. Er absolvierte eine berufliche Ausbildung im Bereich Produktdesign, die er mit dem Fachabitur beendete.
Ersten Schauspielunterricht erhielt er 2011–2012 bei Workshops an der TASK Schauspielschule für Kinder und Jugendliche. Später nahm er Einzelunterricht bei der Schauspielerin und Theaterregisseurin Christine Kostropetsch in Berlin. Von 2015 bis 2019 studierte er Schauspiel an der Universität der Künste Berlin.
2017 spielte er am Berliner Arbeiter-Theater (bat) die Hauptrolle in der Theaterproduktion Guppysterben von Leon Ospald. 2018 gastierte er mit der Produktion Die Ermordung des Kaisers Elagabal (Regie: Fabian Gerhardt) am Hans-Otto-Theater in Potsdam und am Deutschen Theater Berlin. 2018 gastierte er in der Ensemblehauptrolle des Kenan in der Uraufführung des Theaterstücks Koschere Kuscheltiere beim „Theater shortvivant“ in der Malzfabrik Berlin.
Bronisch stand bereits für einige Kurzfilme vor der Kamera. 2014 drehte er für die RTL-Produktion Gute Zeiten, schlechte Zeiten. In der 19. Staffel der ZDF-Serie SOKO Leipzig (2020) übernahm Bronisch in der in Spielfilmlänge gedrehten Episode Schmetterlingstage, Monstertage eine Episodenrolle als junger Mann, der gegen Transfrauen pöbelt.
Als Sprecher arbeitete er für den Deutschlandfunk und war in Synchronrollen bei Netflix-Produktionen zu hören. 
Bronisch ist Rettungsschwimmer und Wasserretter bei der Deutschen Lebens-Rettungs-Gesellschaft (DLRG). Er lebt in Berlin.

## Filmografie
- 2014: Gute Zeiten, schlechte Zeiten (Fernsehserie, eine Folge)
- 2020: SOKO Leipzig: Schmetterlingstage, Monstertage (Fernsehserie, eine Folge)